# Лихула
Ли́хула (эст. Lihula) — город в волости Ляэнеранна уезда Пярнумаа, Эстония. Административный центр волости Ляэнеранна.
До административной реформы местных самоуправлений 2017 года входил в состав волости Лихула (упразднена) уезда Ляэнемаа и был её административным центром.

## География и описание
Расположен на западе Эстонии. Расстояние до Таллина по шоссе — 113 километров, до уездного центра — горда Пярну — 57 км. Площадь 4,19 км2, плотность населения — 283,1 чел/км². Высота над уровнем моря — 19 метров.
К северо-западу от Лихула проходит дорога Таллин—Виртсу , от неё ответвляется дорога на Пярну. Главная улица города — Таллинское шоссе — проходит через весь город с северо-востока на юго-запад, её протяжённость составляет 20 километров.
Климат — умеренный. Официальный язык — эстонский. Почтовые индексы: 7400190301, 90302, 90303, 90304, 90305

## Население
По данным переписи населения 2021 года, в Лихула насчитывалось 1239 постоянных жителей, из них 1192 (96,5 %) — эстонцы.
По данным переписи населения 2011 года в городе проживали 1338 человек, из них 1303 (97,4 %) — эстонцы.
Численность населения города Лихула:
| Год  | 1934 | 1959   | 1970   | 1979   | 1989   | 1995   | 2000   | 2003   | 2008   | 2011   | 2019   | 2021   |
| ---- | ---- | ------ | ------ | ------ | ------ | ------ | ------ | ------ | ------ | ------ | ------ | ------ |
| Чел. | 749  | ↗ 1508 | ↗ 1625 | ↘ 1624 | ↗ 1872 | ↘ 1803 | ↘ 1497 | ↘ 1474 | ↘ 1425 | ↘ 1338 | ↘ 1201 | ↗ 1239 |

## История
Постоянное поселение в окрестностях современного Лихула появилось не позднее середины I тысячелетия.
На немецком языке поселение называлось Леаль (нем. Leal), на русском — местечко Леаль (старорусс. Мѣстечко Леаль). Населённый пункт также упоминается в записках датского посла Якоба Ульфельдта к Ивану IV Грозному; в древних русских источниках встречаются названия Лиял и Лиговер.
В письменных источниках 1211 года упоминается Leale, 1519 года — Leal, 1798 года — Lihhola Lin. На старославянском языке назывался Лиговерь.
На северной границе города находится плитняковая возвышенность (сейчас её называют Замковой горой Лихула, эст. Lihula Lossimägi), на которой находятся остатки городища. В 1211 году Лихула был назначен резиденцией епископа Эстляндии. Предположительно в 1218 году Лихула был завоёван саксонцами. В 1219 году Швецией был начат крестовый поход против эстов, летом 1220 года шведские войска ненадолго взяли Леаль, но эзельцы отбили его.
В 1238–1242 годах, во времена Эзель-Викского (Сааре-Ляэнеского) епископа Германа I Буксгевдена (Hermann I Buxhöveden), на месте двух стоявших здесь древних городищ при содействии Ливонского ордена была построена каменная крепость, в полукруглом главном здании которой располагалось семь одинаковых помещений. Вокруг городища стало формироваться поселение. В границах охраны городища находился женский цистерцианский монастырь Святого духа. Он был возведён в 1262–1285 годах и предназначался для дома по уходу за престарелыми дамами дворянского происхождения. Монастырские строения располагались в свободной планировке вокруг удлинённого внутреннего двора. В середине 16-го столетия монастырь был закрыт, но его постройки в большей части находились в сохранности до конца 17-го столетия.
В 1251 году епископ перенёс свою резиденцию в Старый Пернов. В 1298 году, во времена внутренних войн Ливонского ордена, местечко Лихула было разрушено, но позже восстановлено.
Городище было разрушено в Ливонскую войну и с XVII века стояло в руинах. При раскопках в 1990-х годах (археолог М. Мандель) была открыта часть городища и часть южной стены монастыря.
В 1563 и 1570, а также в 1573–1575 годах Лихула находился под шведами, в 1563–1573 годах — в руках то мызников, то датчан, в 1575–1576 — во владении датчан и в 1576–1581 годах — русских. В 1576 году в Лиговери воеводой был Лихачёв Михаил Афанасьевич Нечай. После окончания войны Лихула находился под властью Швеции. В 1631–1691 годах Лихула был пожалован семейству Тотти, и в сердце поселения была основана всесильная мыза Леаль (Лихула), однако в течение всего 18-го столетия подтверждался тот факт, что жители местечка Лихула, включавшего 40 хозяйств, были свободны от феодальной зависимости.
В 1786 году в городе была открыта начальная школа.
Центром Южного Ляэнемаа Лихула опять стал во второй половине 19-го столетия. Здесь располагался комитет Эстонской Александровской школы, основывались различные предприятия и общества.
В 1938 году была открыта Лихулаская частная реальная школа, дававшая среднее образование. С 1940 года в городе работала Лихулаская средняя школа, которая в 1995 году была переименована в Лихуласкую гимназию.
В 1945 году Лихула официально получил статус посёлка городского типа.
В 1931–1968 годах через город проходила узкоколейная железная дорога Рапла—Виртсу. Водонапорная башня городской железнодорожной станции (построена в 1930—1931 годах) является памятником архитектуры.
В 1950—1961 годах Лихула был центром Лихулаского района Эстонской ССР.
Статус города официально получил в 1993 году.

## Инфраструктура
Лихула является региональным центром торговли и услуг. В нём располагаются отделение констебля, спасательная команда, есть добровольная пожарная команда. В городе работают несколько небольших промышленных предприятий, гимназия (в 2002/2003 учебном году 355 учеников, в 2009/2010 учебном году — 247), музыкально-художественная школа, детский сад, дом молодёжи, народный университет, дом культуры (построен в 1991 году), спортклуб, библиотека и почтовое отделение.
Крупнейшие работодатели Лихула по состоянию на 31 марта 2020 года:

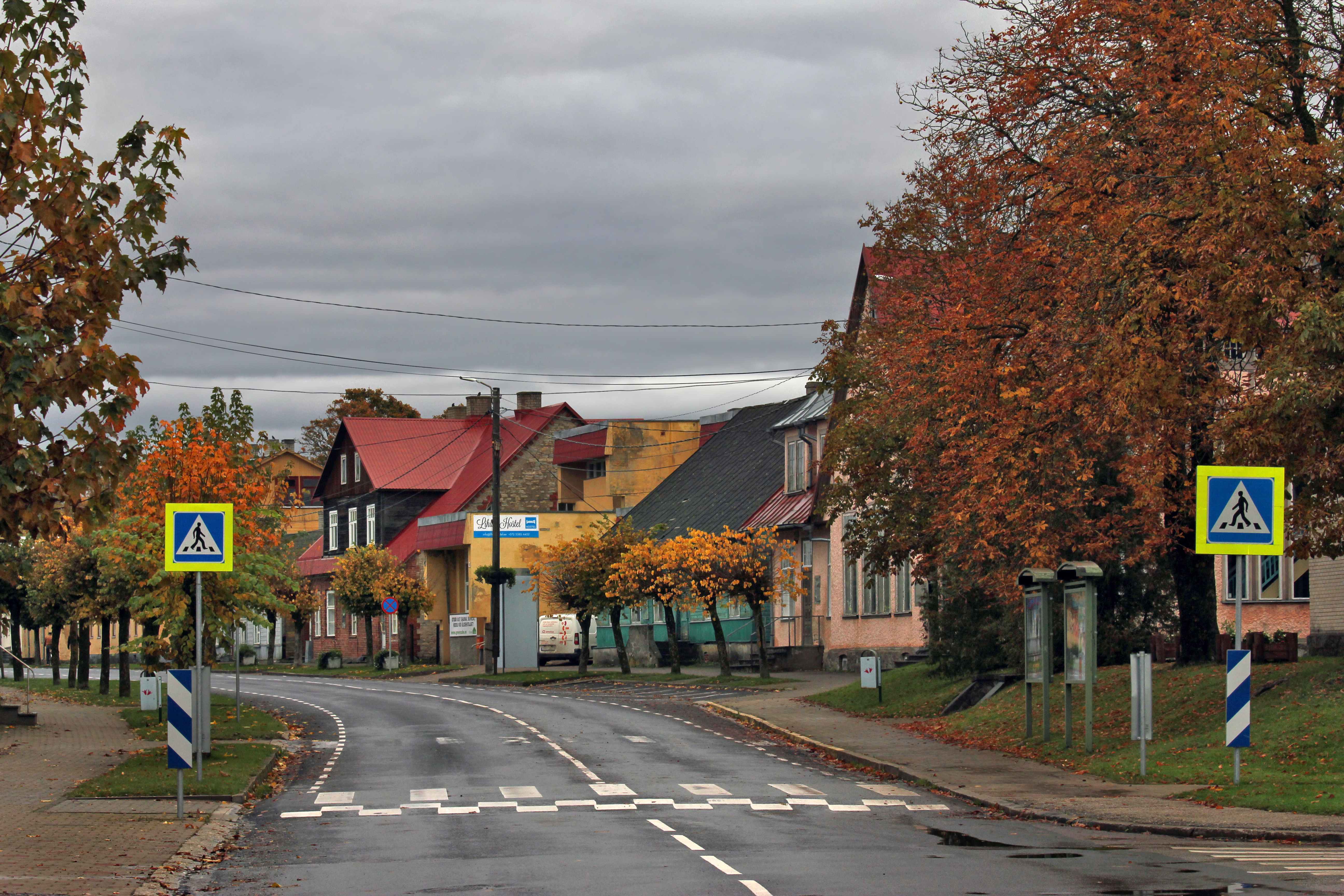
Главная улица Лихула

| Предприятие/организация       | Вид деятельности                                                                                             | Численность работников |
| ----------------------------- | --- | ---------------------- |
| Lihula Tarbijaühistu          | Розничная торговля в неспециализированных магазинах преимущественно продуктами питания и табачными изделиями | 73                     |
| Lihula Südamekodu             | Деятельность по уходу за престарелыми и инвалидами                                                           | 51                     |
| Lihula Gümnaasium             | Гимназия | 39                     |
| Uninaks AS                    | Производство сухих строительных смесей                                                                       | 38                     |
| Narma OÜ                      | Производство ковров и ковровых изделий                                                                       | 24                     |
| Lihula Lasteaed               | Детский сад                                                                                                  | 22                     |
| Lihula Leib OÜ                | Производство хлебобулочных изделий                                                                           | 16                     |
| Lihula Muusika- ja Kunstikool | Музыкально-художественная школа                                                                              | 14                     |

## Достопримечательности
Памятники культуры:
- Шлосс-Леаль[23] (мыза Лихула). Под охраной государства находятся 12 объектов мызного комплекса. Главное здание мызы (господский особняк) построено в 1824 году, когда мызой владели фон Вистингаузены. В советское время в нём располагалась совхозная контора, в настоящее время работает Лихулаский музей. В музее можно ознакомиться с историей Лихула и юга Ляэнемаа, а также с археологическими исследованиями в замке Лихула;
- церковь святой Елизаветы в стиле неоготики, построена в 1876–1878 годах на месте древней церкви XIII века, строительный мастер Йоганн-Готфрид Мюхленхаузен (Johann Gottfried Mühlenhausen);
- развалины замка Леаль (Лихула).

Недалеко от Лихула расположен национальный парк Матсалу.

### История одного памятника
В 2002 году в Пярну в порядке частной инициативы появился памятник с барельефом, изображающим солдата СС с автоматом МП-40 в руках, и с надписью: «Всем эстонским солдатам, павшим во 2-й освободительной войне за родину и за свободную Европу». Памятник был сделан в честь эстонцев, воевавших в 20-й добровольческой пехотной дивизии СС в годы Второй мировой войны. По словам одного из членов волостного собрания Ляэнеранна, памятник был установлен для того, чтобы почтить память тех людей, кто защищал Эстонию в августе 1944 года от вторжения большевистской Красной армии, сражались и погибли во имя Эстонской республики. Памятник, однако, простоял всего 9 дней и под давлением общественности был демонтирован. 
20 августа 2004 года, в день празднования восстановления независимости Эстонии, этот же обелиск был установлен на кладбище города Лихула. Премьер-министр Эстонии Юхан Партс осудил это мероприятие, назвав его «цирком», и надпись изменили на другую: «Эстонским воинам, сражавшимся в 1940-1945 годах против большевизма и во имя восстановления независимости Эстонии». На этот раз памятник простоял 13 дней и по решению правительства был демонтирован 2 сентября. Его отвезли в посёлок Лагеди в Музей борьбы за свободу, где он находится до сих пор.
2 сентября 2018 года, в день 14-й годовщины демонтажа скандального памятника, члены Консервативной народной партии Эстонии (EKRE) установили на оставшемся от оригинала постаменте его точную копию.
Летом 2019 года вновь был поставлен вопрос о возвращении в Лихула оригинала этого памятника. Член фракции EKRE и спикер Рийгикогу Хенн Пыллуаас высказал такое мнение: «Это очень хорошее начинание, поскольку это был памятник эстонским мужчинам. То, что во времена правительства Партса полиция с собаками и перцовым газом пришла разгонять людей, которые встали на защиту памятника, было неправильно». По его словам, солдат на памятном знаке хоть и облачён в «неправильный» мундир, зато его враг был «правильным».
По мнению министра культуры Эстонии Тыниса Лукаса, решение о памятнике должны принимать только жители Лихула. «Конечно, многие эстонцы воевали в той форме, которая изображена на монументе, но те, кто его возводят, должны тщательно продумать весь контекст», — сказал он и добавил: «Разобщать общество нельзя». Однако директор музея в Лагеди не хочет отдавать памятник, потому что это опять вызовет споры и критику, в том числе и со стороны западных союзников Эстонии.

## Галерея

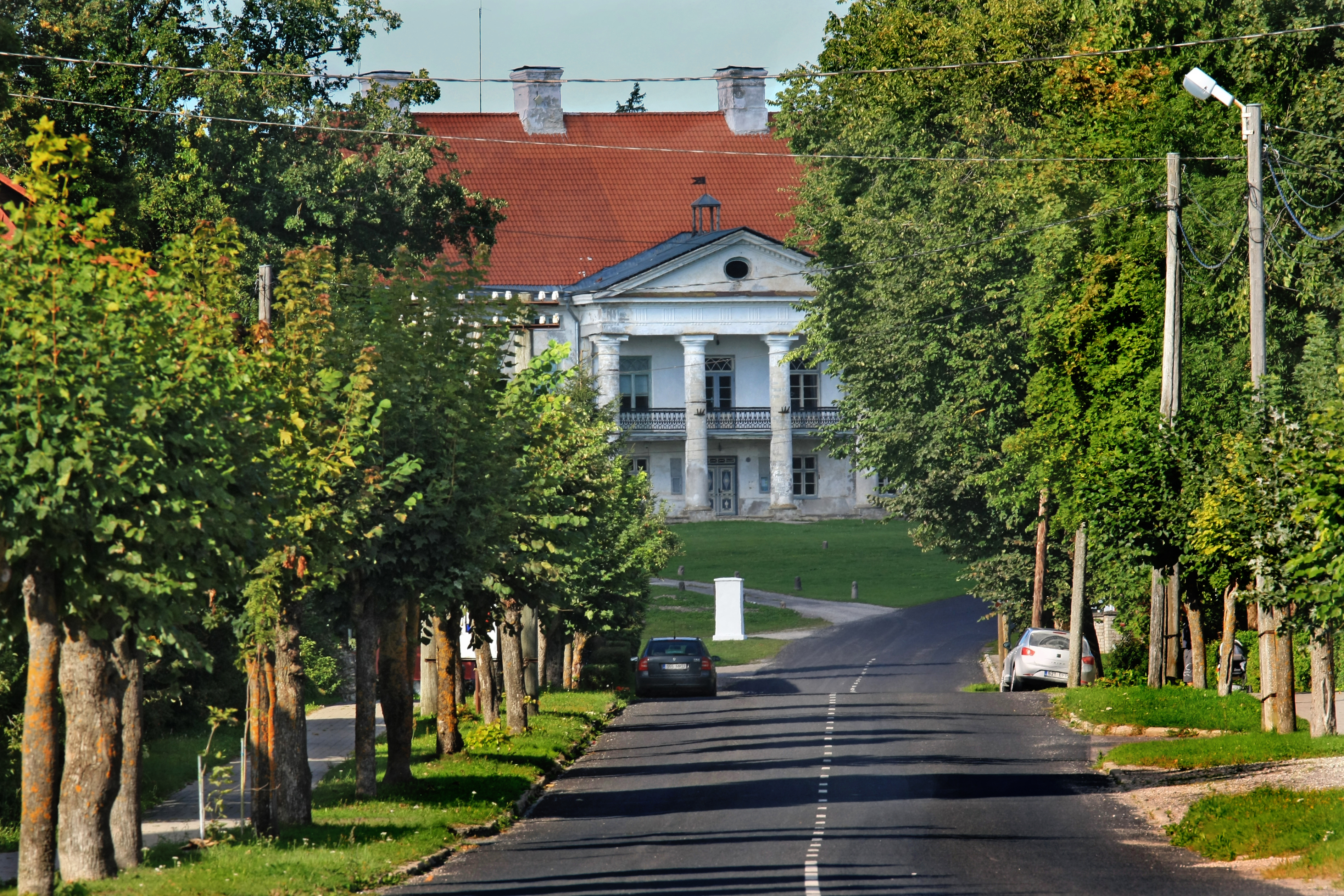
Главная улица города Лихула
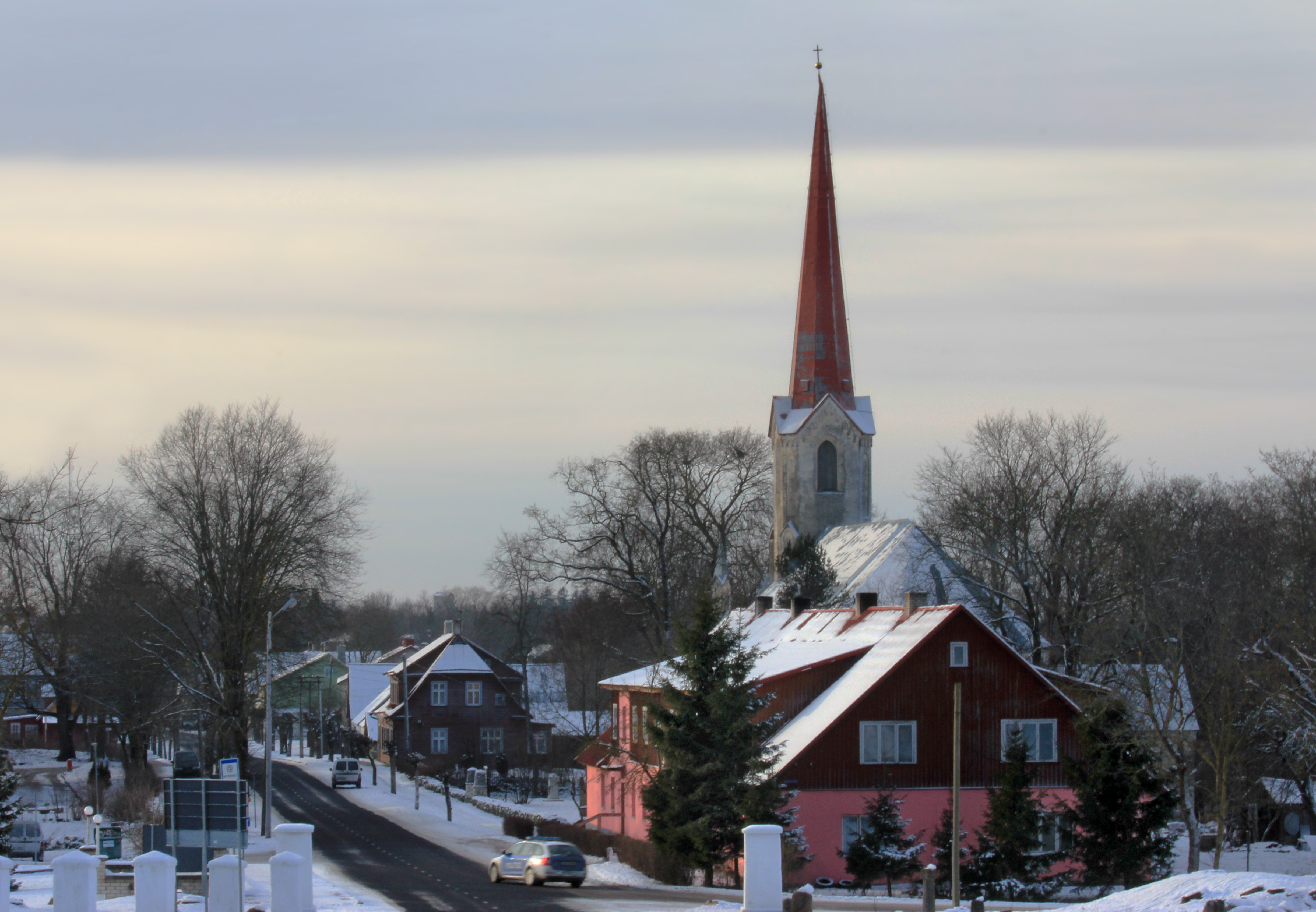
Вид на город
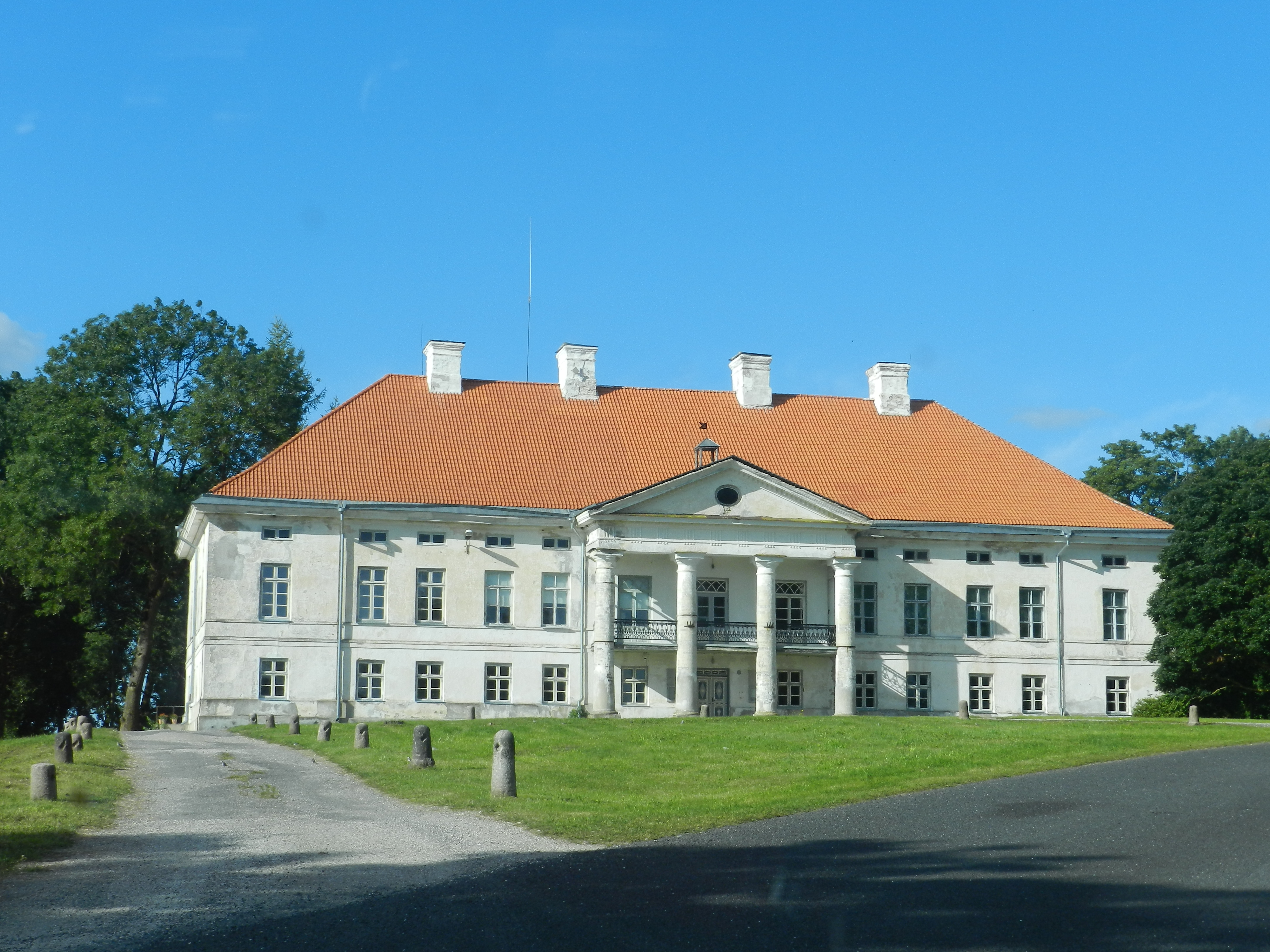
Мыза Шлосс-Леаль (Лихула)
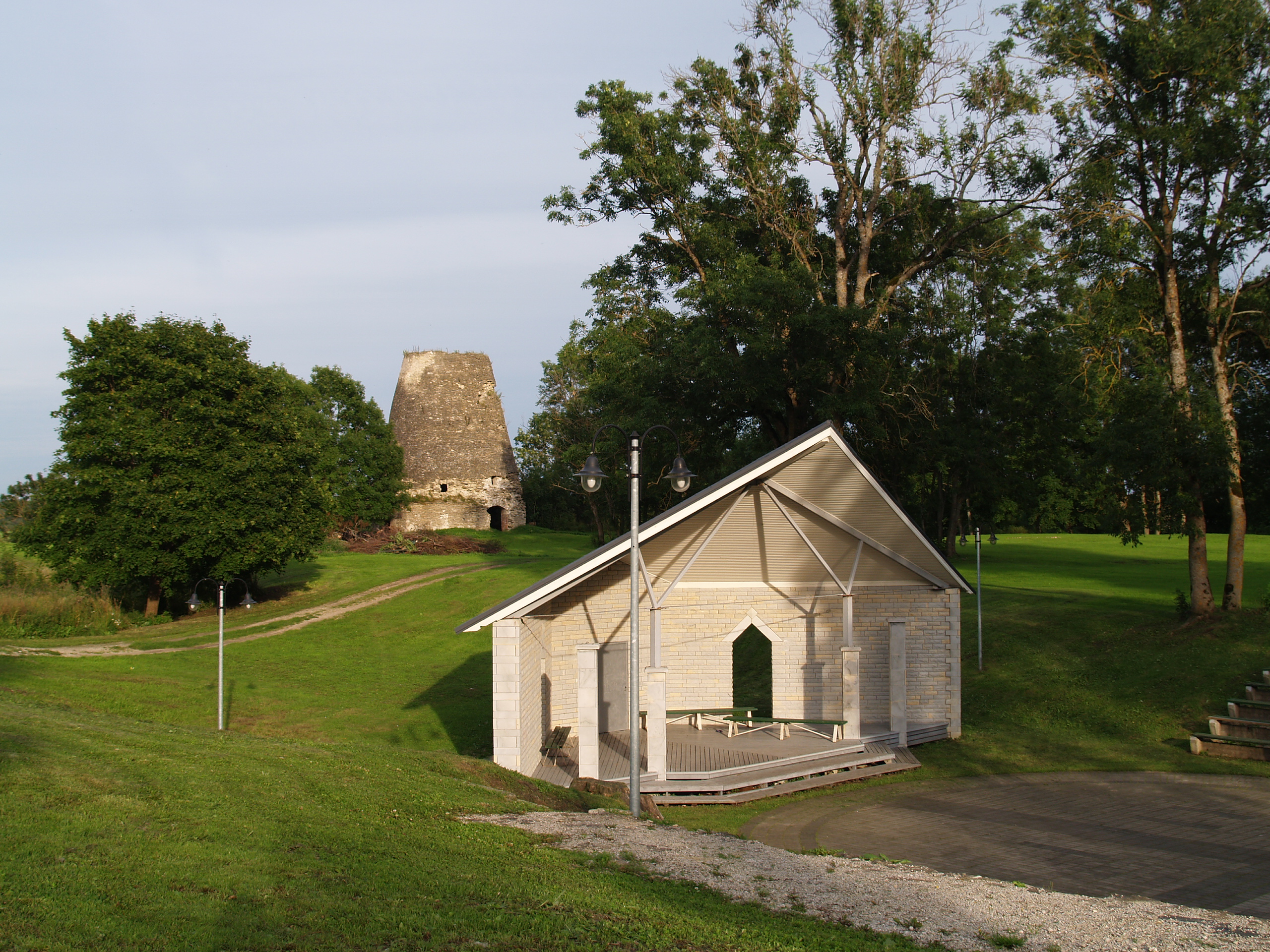
Открытая сцена и развалины мызной мельницы
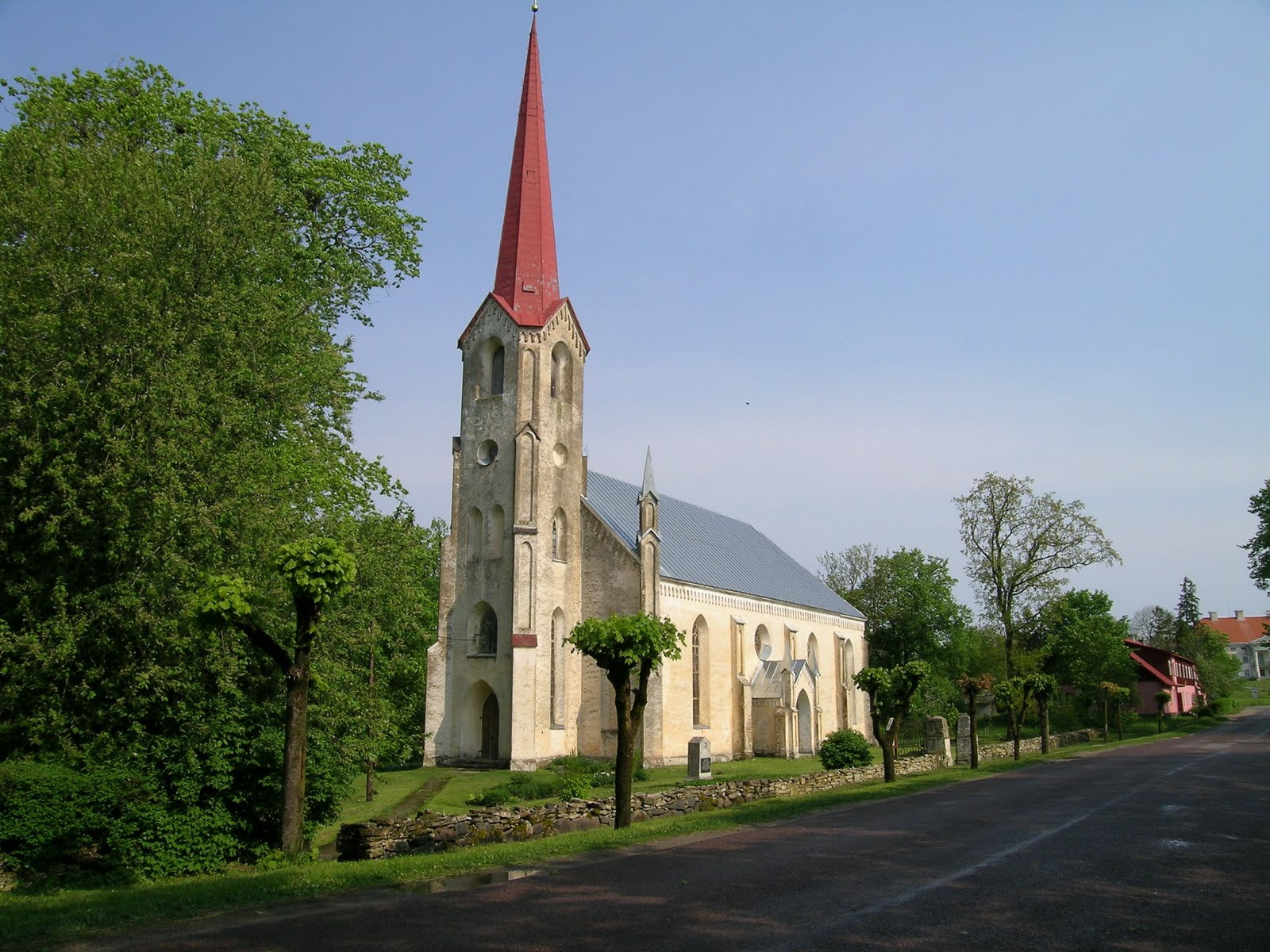
Лютеранская церковь Святой Елизаветы
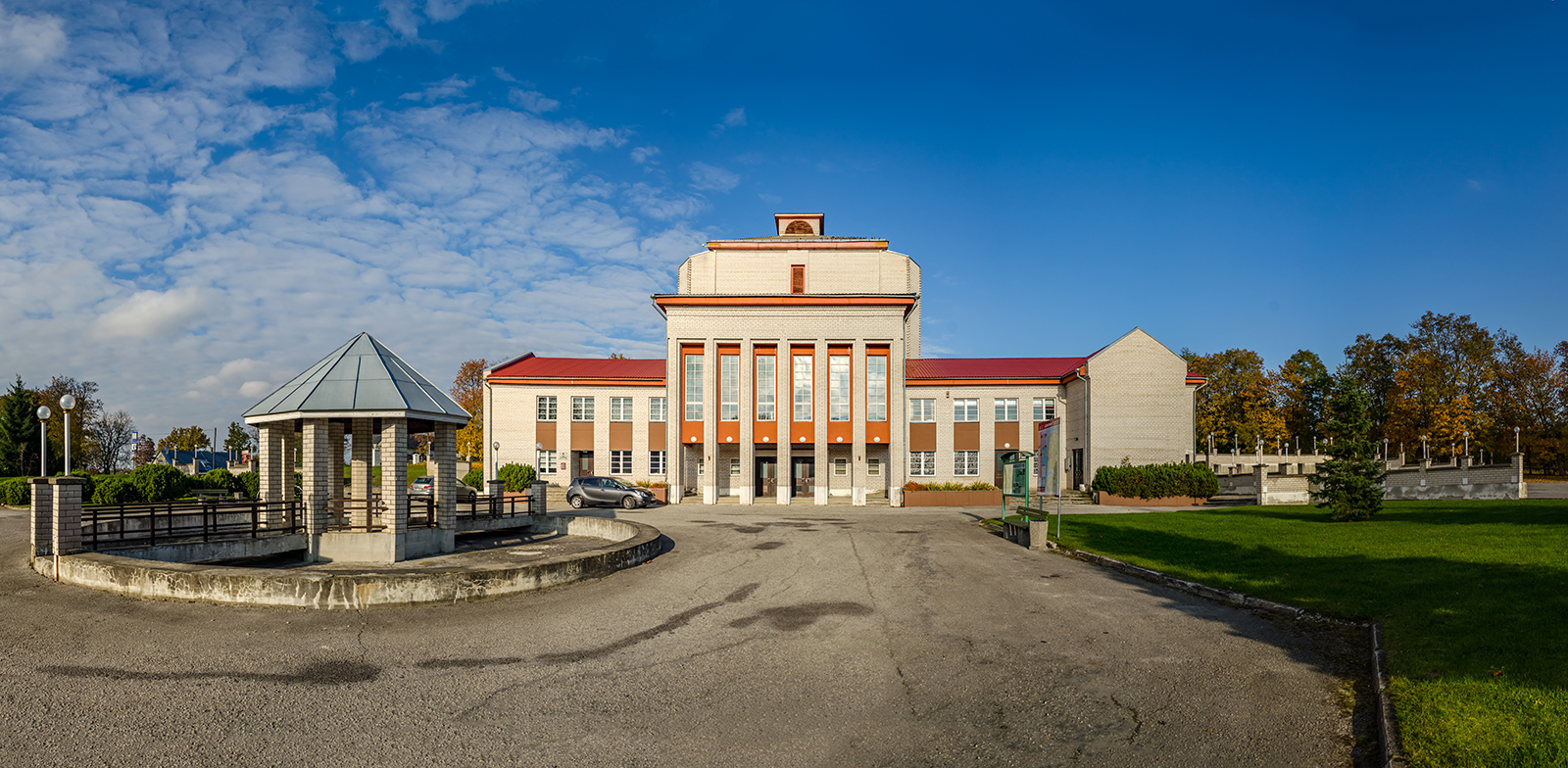
Городской дом культуры
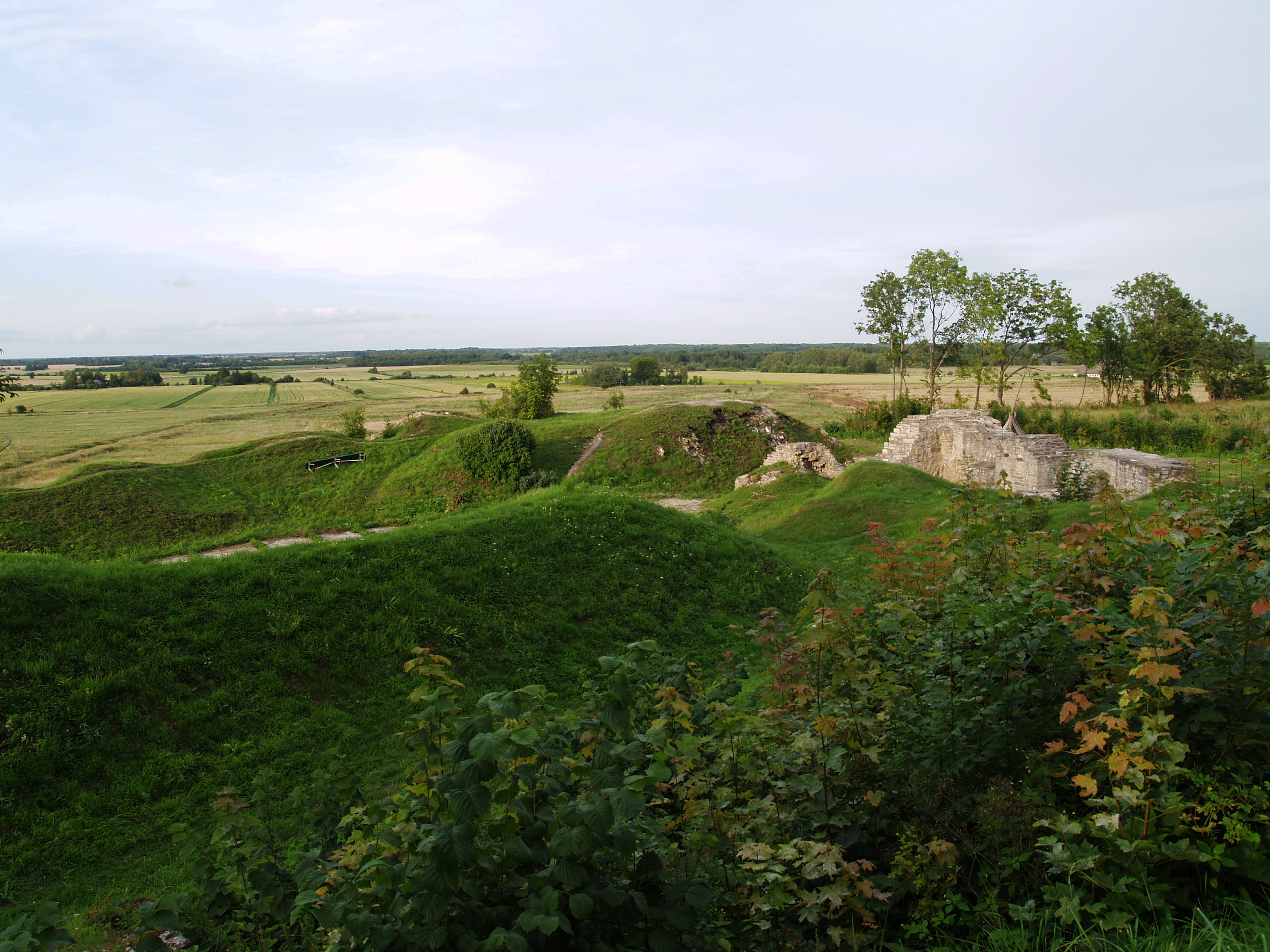
Развалины замка Лихула
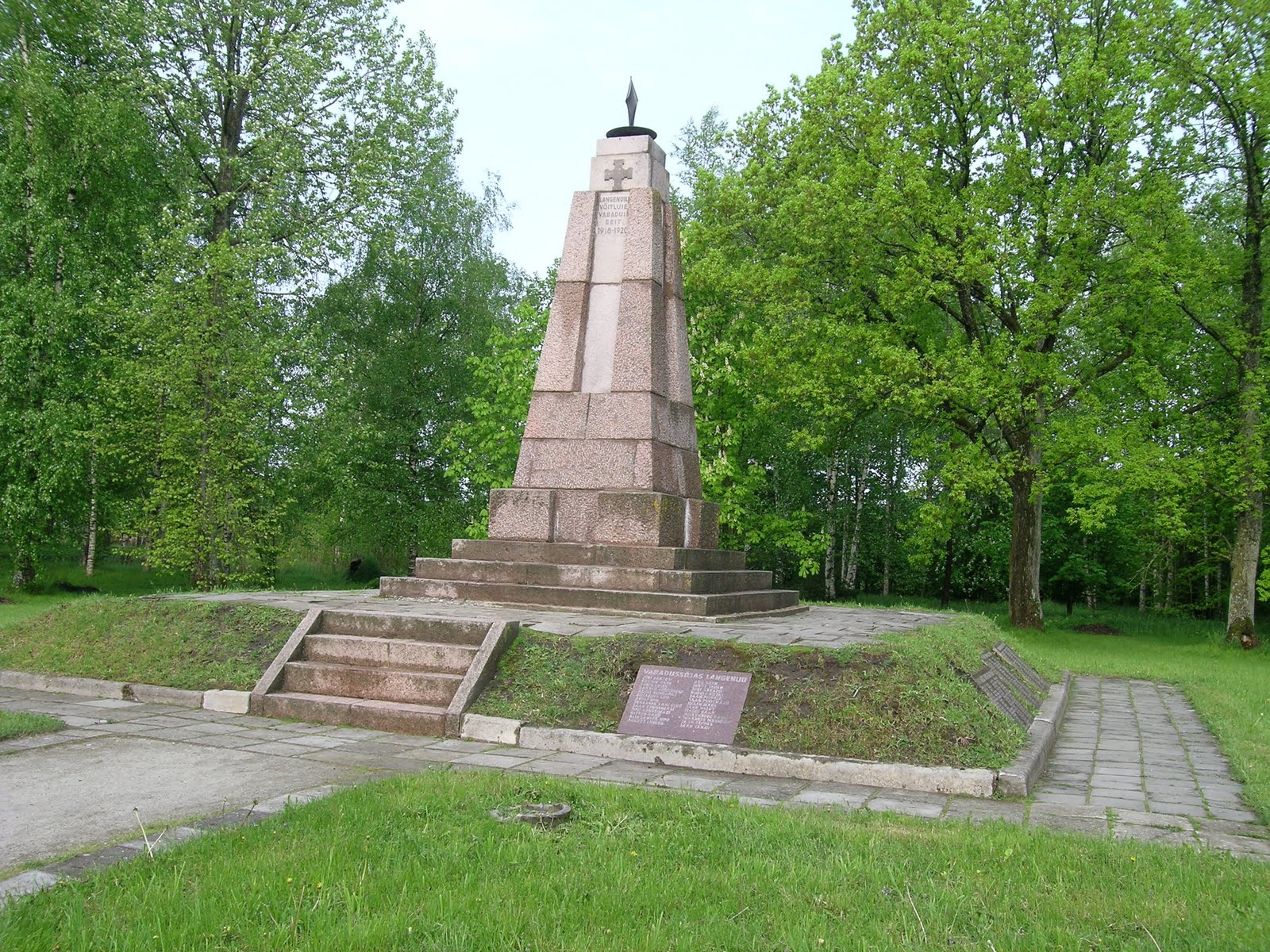
Памятник Эстонской освободительной войне

## Комментарии
1. ↑  Эстонские топонимы, оканчивающиеся на -а, в русском языке не склоняются[11], а род получают по родовому слову, например, деревне присваивается женский род, хотя в эстонском языке нет категории рода.